# Micaiah Johnson

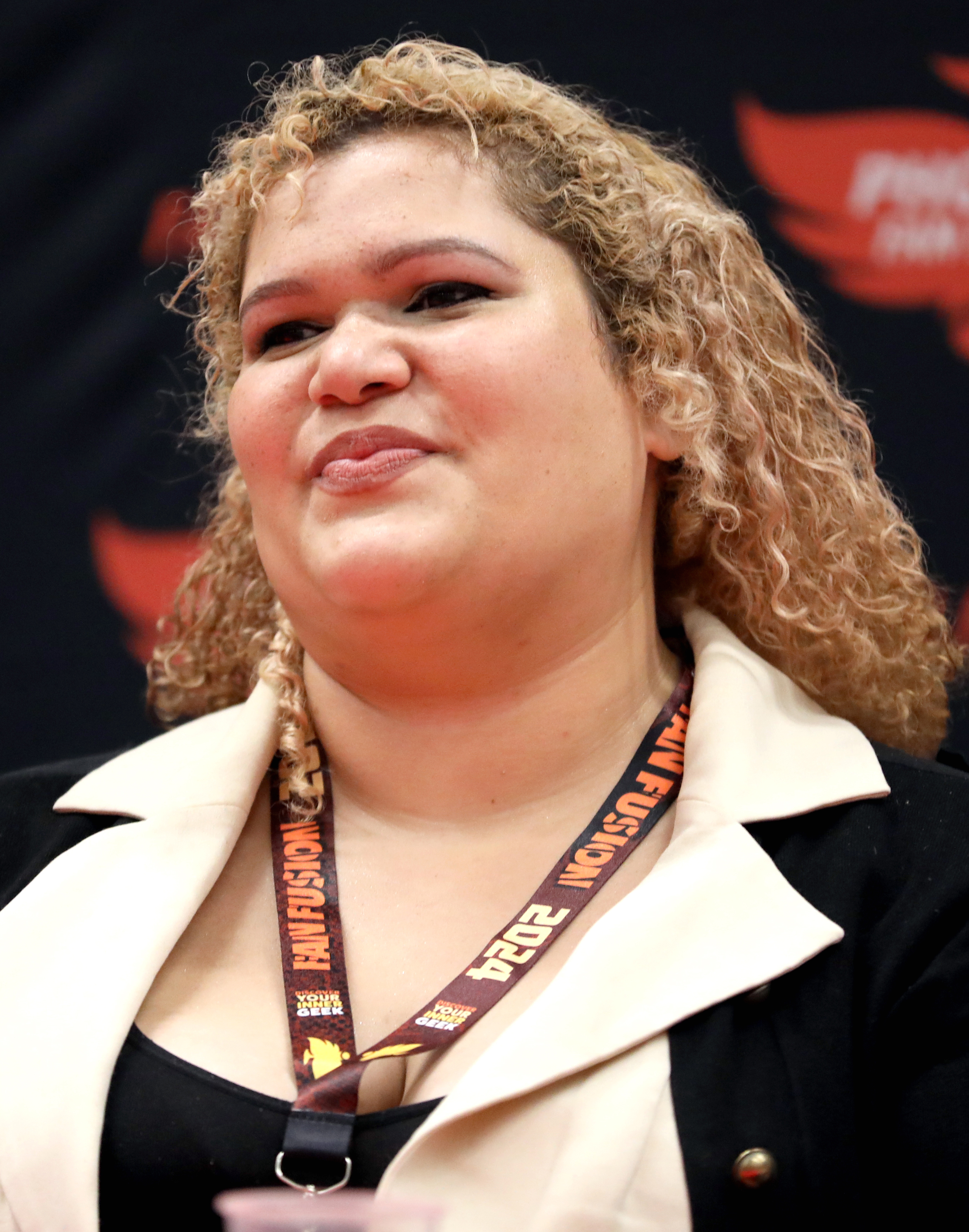
Micaiah Johnson (2024)

Micaiah Johnson ist eine amerikanische Science-Fiction-Schriftstellerin. Ihr Debütroman The Space Between Worlds gewann sowohl den Compton Crook Award als auch den „Golden Tentacle (Bester Debütroman)“ (The Kitschies). Sie wurde in einer Kommune der Zeugen Jehovas in der Wüste Südkaliforniens aufgezogen. Sie errang einen „Master of Fine Arts in fiction“ von der Rutgers University (Camden Campus) und war 2020 Doktorandin an der Vanderbilt University.

## Werke
- Erde 0, Knaur TB, ISBN 978-3-426-52558-6, Originaltitel: The Space Between Worlds